# Dianne Burge
Dianne Burge, OAM (de soltera Bowering, 9 de octubre de 1943 - 11 de junio de 2024) fue una velocista australiana que compitió en dos Juegos Olímpicos y ganó tres medallas de oro en los Juegos de la Commonwealth. Fue galardonada con el título de 'Atleta del Siglo' de Australia del Sur por Athletics South Australia. Burge falleció el 11 de junio de 2024, a los 80 años.

## Carrera atlética temprana
En 1963, la velocista de Adelaida, Diane Bowering, ganó el Campeonato Australiano de 100 yardas en una sorpresa. Era prácticamente desconocida fuera de su estado natal, pero terminó el año clasificada como la número 3 del mundo. Compitió para Adelaide Harriers y fue entrenada por Len Barnes, quien la apodó 'la twerp'.

## Carrera atlética internacional
En 1964, Bowering quedó en segundo lugar en el título nacional de 100 yardas y se ganó un lugar en el equipo australiano para los Juegos Olímpicos de Verano de 1964 en Tokio. En los Juegos, no progresó más allá de la segunda ronda de los 100 metros, pero llegó a la final del relevo 4 × 100 metros con el equipo australiano.
Después de su matrimonio, compitiendo como Dianne Burge, en los Juegos del Imperio Británico y de la Commonwealth de 1966 en Kingston, Jamaica, ganó medallas de oro en 100 yardas, 220 yardas y en el relevo de 4x110 yardas. Al final del año, estaba clasificada en el puesto número 6 del mundo en 100 metros y número 5 en 200 metros.
En 1967, ganó los 100 m y 200 m en la competencia entre Estados Unidos y la Commonwealth Británica en Los Ángeles, venciendo a la campeona olímpica Wyomia Tyus y fue clasificada como la número 2 del mundo en 100 m y número 3 en 200 m por Track and Field News.
Burge ganó el doblete de velocidad en los Campeonatos Australianos de 1968, con tiempos de 11.3 y 23.0, estableciendo un nuevo récord australiano en los 100 metros. Considerada favorita para medalla en los Juegos Olímpicos de México de 1968, fue afectada por una enfermedad en la Ciudad de México y quedó en sexto lugar en la final de los 100 metros.
Estaba clasificada como la sexta del mundo en 100 metros cuando se retiró del deporte a principios de 1969.

## Premios
Burge fue galardonada con el premio inaugural de 'Deportista del Año' de la Asociación de Mujeres Deportistas de Australia (División SA) en 1966.
Fue nombrada 'Atleta del Siglo' por Athletics South Australia.

## Estadísticas
Mejores Marcas Personales
| Evento     | Tiempo | Viento | Lugar                    | Fecha                 |
| ---------- | ------ | ------ | ------------------------ | --------------------- |
| 60 m       | 7.2    | -      | Brisbane, Australia      | 13 de marzo de 1968   |
| 100 y      | 10.4   | -      | Sídney, Australia        | 18 de marzo de 1966   |
| Automático | 10.58  | +0.1   | Kingston, Jamaica        | 8 de agosto de 1966   |
| 100 m      | 11.2   | -      | Ciudad de México, México | 4 de octubre de 1968  |
| Automático | 11.33  | +1.8   | Ciudad de México, México | 14 de octubre de 1968 |
| 200 m      | 23.0   | -      | Adelaida, Australia      | 10 de marzo de 1968   |
| Automático | 23.65  | 0.0    | Ciudad de México, México | 17 de marzo de 1968   |
| 220 y      | 23.73  | 0.0    | Kingston, Jamaica        | 11 de agosto de 1966  |

Clasificaciones Mundiales - 100 m y 200 m
| Año  | 100 m | 200 m |
| ---- | ----- | ----- |
| 1963 | 3     | -     |
| 1964 | -     | -     |
| 1965 | -     | -     |
| 1966 | 6     | 5     |
| 1967 | 3     | 2     |
| 1968 | 6     | -     |

Registro de Campeonatos Australianos
| Año  | 100y/100 m | 220y/200 m |
| ---- | ---------- | ---------- |
| 1963 | 1          | DNQ        |
| 1964 | 2          | DNQ        |
| 1965 | 3          | 1          |
| 1966 | 2          | 5          |
| 1967 | 1          | DNQ        |
| 1968 | 1          | 1          |

- DNQ = No clasificó para la final (solo seis atletas por final en esta era)